# CAMシップ
CAMシップ （Catapult Aircraft Merchant Ship）またはカタパルト装備商船とは、第二次世界大戦前半にイギリス海軍が運用したカタパルトを装備し航空機1機を搭載可能にした商船の事である。

## 概要

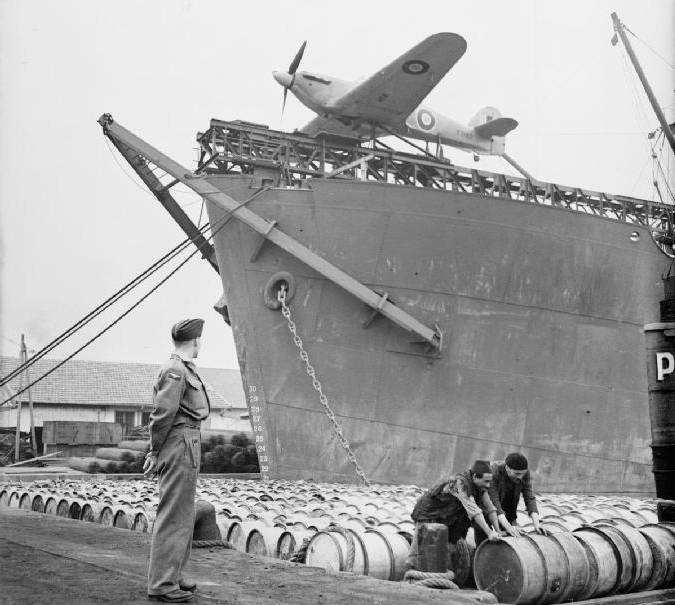
カタパルト上に搭載されたハリケーン

第二次世界大戦開戦以来、1940年半ばまでに北欧からスペインに至るヨーロッパ沿岸がドイツ軍の勢力下に入り、沿岸の基地から発進した長距離航空機がイギリス輸送船団に対する重大な脅威となっていた。自軍の航空支援も得られず、護衛空母も未就役という状況下で、船団はドイツ軍の航空機や航空機に誘導されたUボートによって次々と沈められていった。特に、ドイツの長距離偵察爆撃機による被害は、多いときには月当り約10万トンにのぼっていた。この状況に対して、イギリス軍は十分な数の護衛空母が就役するまでのつなぎとして、一部の商船にカタパルトと1機の戦闘機（ハリケーンまたはフルマー）を装備し、船団上空に飛来するドイツ軍機を撃墜しようとした。
初めに商船3隻と水上機母艦「ペガサス」、特務艦1隻の計5隻にこの改造が行われ、戦闘機カタパルト艦（Fighter Catapult Ship）と呼ばれた。これらは海軍籍にある軍艦として海軍旗を掲げ、海軍将兵により運航された。
このアイデアの正しさが証明されると、商船50隻を改造する計画がスタートした。これがCAMシップである。
CAMシップへの改造は、船首から第1ハッチにかけてのカタパルトの設置などで、搭載された航空機にはイギリス空軍商船戦闘機隊のパイロットが乗り込んでいた。しかし、航空要員以外の乗員は全て民間人で、船倉にも通常の貨物が積載され、国際信号旗で危険物運搬中を示すB旗を掲げただけで、あくまで民間船として運航された。

その後、護衛空母の簡易版のMACシップ(飛行甲板を仮設し、発艦だけでなく着艦をも可能にした商船空母)や正規の護衛空母が配備されるにつれてその必要性は薄れ、改装は35隻で終了した。生存した船は通常の商船に再改装されたという(詳細は不明)。

## 発進から帰還
船団上空に敵機が飛来すると、船団内のCAMシップから戦闘機が発進し、搭載燃料の許す限りで敵機の捕捉・撃墜を行う。しかし、CAMシップには着艦設備がないため、発進した戦闘機は付近の味方基地へ向かうか、船団の近くにパラシュート脱出または不時着水しなければならなかった。そのため、せっかく敵機を撃退しても燃料切れで墜落したり、脱出した乗員が救助される前に溺れたりして命を落とすケースもあった。

## 戦果
CAMシップ搭載戦闘機による初戦果は、1941年8月初旬に商船「マプリン」から発進したハリケーンによるもので、その後、年末までに6機を撃墜した。その他のCAMシップ搭載戦闘機による主な戦果には、以下のものがあげられる。
- 1942年6月　QP12船団に組み込まれた商船「エンパイア・モーン」搭載機が来襲したJu88爆撃機を撃墜した。パイロットは、海上にパラシュートで降下し駆逐艦に救助されたが死亡した。
- 1942年6月　PQ16船団に組み込まれた商船「エンパイア・ローレンス」搭載機が来襲したHe111爆撃機のうち1機を撃墜、1機に損害を与えたが、この戦闘により「エンパイア・ローレンス」は沈没した。パイロットは、海上にパラシュートで降下し駆逐艦に救助された。
- 1942年9月　PQ18船団に組み込まれた商船「エンパイア・モーン」搭載のハリケーンが敵編隊のうちHe111爆撃機1機を撃墜し、残りを撃退した。その後、機は燃料切れ寸前にソ連領のオストロフ飛行場に着陸した。